# Aérodrome de Podor
 (mars 2020).
L'aéroport de Podor est un aéroport desservant Podor, une ville de la région de Saint-Louis au Sénégal. Podor est situé sur l’île de Morfil entre le Fleuve Sénégal et la rivière Doué.

## Situation
| \| 50 km1:10 137 000 \| Saint-Louis · XLS Ziguinchor Dakar · DKR Dakar · DSS Kolda Cap Skirring Kédougou Tambacounda Linguère Kaolack |
| 50 km1:10 137 000 |